# Bandar ibn Sultan
Bandar ibn Sultan ibn Abd al-Aziz Al Su’ud (ur. 2 marca 1949 w At-Ta’ifie) – saudyjski książę i wysoki funkcjonariusz państwowy, ambasador w USA w latach 1983−2005.

## Życiorys
Książę Bandar urodził się 2 marca 1949 roku w At-Ta’ifie, letniej siedzibie rodziny panującej. Jego ojcem był książę Sultan ibn Abd al-Aziz Al Su’ud. Bandar ibn Sultan jest żonaty z księżną Hajfą bint Fajsal, ma z nią czterech synów i cztery córki.
Ukończył British Royal Air Force College w Cranwell w 1968 roku i został porucznikiem w Królewskich Saudyjskich Siłach Powietrznych (RSAF). W następnych latach przeszedł też kursy lotnicze w Wielkiej Brytanii i Stanach Zjednoczonych. Latał na samolotach JP 3-4, T-38, T-33, F-5, F-53/55, F-102 i F-15. Łącznie służył w armii 17 lat i odszedł z niej w randze podpułkownika, dowódcy szwadronu. Był także członkiem saudyjskiej delegacji do USA, która prowadziła rozmowy w sprawie zakupu samolotów F-15s w 1978 roku i samolotu AWACS w 1981 roku. Był także odpowiedzialny za program modernizacji wojsk lotniczych, Peace Hawk. W 1980 roku uzyskał dyplom magistra polityki międzynarodowej na Johns Hopkins University School of Advanced International Studies. W 1982 roku był attaché wojskowym w Waszyngtonie.

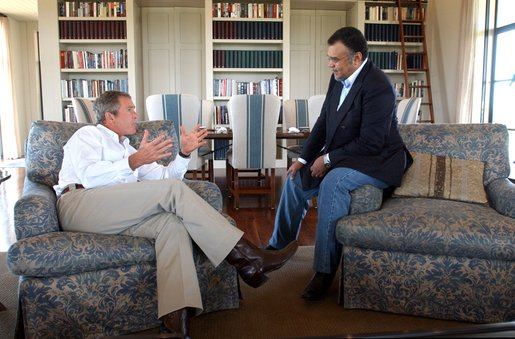
Bandar ibn Sultan z George’em W. Bushem

Jako przedstawiciel Arabii Saudyjskiej negocjował zawieszenie broni w libańskiej wojnie domowej, był też zaangażowany w 1999 roku w mediacje ws. zamachu nad Lockerbie. Mianowany ambasadorem w USA 27 września 1983 roku, listy uwierzytelniające złożył 24 października tego samego roku, a 7 sierpnia 1995 roku został awansowany do rangi ministra. Od 1984 roku był regularnym członkiem saudyjskiej delegacji na posiedzenia Zgromadzenia Ogólnego ONZ. Po zamachach z 11 września 2001 roku zaangażował się w przekonanie amerykańskiej opinii publicznej i rządu o przyjaźni Arabii Saudyjskiej względem USA i zaangażowaniu jego kraju w walkę z terroryzmem. Był określany przyjacielem prezydenckiej rodziny Bushów i miał duży wpływ na George’a W. Busha, namawiając go m.in. do inwazji na Irak.
Odwołany z funkcji ambasadora 8 września 2005 roku, zaś 16 października został sekretarzem generalnym Rady Bezpieczeństwa Narodowego i pełnił tę funkcję do 2012 roku. 19 lipca 2012 roku został szefem służb wywiadowczych Arabii Saudyjskiej, jednak w kwietniu 2014 roku odszedł ze stanowiska na własne życzenie. W latach 2005–2015, za czasów panowania króla Abd Allaha, który zmarł 23 stycznia 2015, i początków króla Salmana, był sekretarzem generalnym Saudyjskiej Rady Bezpieczeństwa. Król Abd Allah stworzył 16 października 2005 Saudyjską Radę Bezpieczeństwa. I pierwszym sekretarzem został książę Bandar, był nim do 29 stycznia 2015, kiedy to król Salman zniósł tego samego dnia Radę Bezpieczeństwa.